# Дервиш
Де́рвиш (перс. درویش‎ [darˈviːʃ] — «бедняк, нищий», тур. derviş), также каландар или календер, в исламе может означать:
- в широком смысле — членов суфийского братства (тарикат)[3][4][5];
- в более узком смысле — нищенствующего монаха[англ.], добровольно выбравшего или принявшего материальную бедность[3][5][6].

Последнее значение встречается, в частности, в персидском и турецком языках (дервиш), а также в амазигском (адервиш), что соответствует арабскому термину факир (мусульманский монах, практикующий аскетизм).
Главные ценности для дервишей — любовь и служение Богу. Они стремятся преодолеть эго (нафс) для достижения духовного единения с Богом. Известно, что в большинстве суфийских братств дервиши практикуют зикр (суфийская практика поминания имени Аллаха) посредством различных физических усилий или религиозных практик, чтобы достичь состояния религиозного экстаза и постичь Бога.
Самая популярная практика дервишей — сама (суфийский танец), связанная с мистиком 13-го века Руми.
Фольклор, а также последователи суфизма часто приписывают дервишам способность творить чудеса и обладание сверхъестественными силами.
Исторически термин «дервиш» также более широко использовался для обозначения различных исламских политических движений или военных образований.

## Этимология
Персидское слово дарвиш (перс. درویش‎) имеет древнее происхождение. Оно происходит от древнеиранского слова, восходящего к авестийскому слову дригу — «нуждающийся, нищий», через среднеперсидское дриёш.
Слово дервиш имеет то же значение, что и арабское слово факир, обозначающее людей, чья отрешённость и полная зависимость от бога проявляется во всем, что они делают, и в каждом вздохе.

## Религиозная практика
Дервиши пытаются приблизиться к богу посредством добрых дел и духовного опыта, а не посредством догм.
Многие дервиши — нищие аскеты, принявшие обет бедности, в отличие от мулл, которые являются мусульманскими священнослужителями.
Основная причина, по которой они просят милостыню,— научиться покорности. Дервишам запрещено просить милостыню ради собственной пользы. Собранные деньги им приходится отдавать другим беднякам.
Не все дервиши живут аскетичной жизнью. Некоторые из них ведут обычный образ жизни и имеют работу. Например, египетские дервиши из ордена кадирия (основанного в XII веке) занимаются рыбным промыслом.
Некоторые известные авторы отмечают, что нищета дервишей носит не только материальный характер. Саади, немало путешествовавший в качестве дервиша и много писавший о них, пишет в «Гулистане»:

На муле я не восседаю

И не навьючен, как верблюд;

Я не владею царством, всё же

Рабом меня не назовут.

От неименья иль именья

Меня печали не гнетут,

Дышу свободно и привольно —
И так все дни мои текут.
Руми пишет в первом дафтаре своей «Маснави»:

Вода внутри судна — гибель [для] судна,

вода под судном — опора [для судна].

Раз имущество и царствие из сердца прогнав,

от того Сулайман себя иначе как бедняком не называл.

Кувшин с закупоренным горлом в потоке бурном

из-за сердца /нутра/, полного воздуха, поверх воды поплыл.

Когда ветер дарвишества в [чьем-то] нутре бывает,

тот на поверхности вод [сего] мира спокойно пребывает.

## Танец кружащихся дервишей
Танец кружащихся дервишей, известный на Западе благодаря тарикату мевлеви, является частью ритуала сама. Эта традиция распространена и в других братствах дервишей.
Сама — лишь один из многих суфийских ритуалов, совершаемых для достижения мистического состояния (маджхб, фана).
Название братства «мевлеви» происходит от имени персидского поэта Руми, который сам был дервишем.
Данная традиция, хотя и не задумывалась как забава, превратилась в популярную туристическую достопримечательность Турции.

## Тарикаты
Существуют различные тарикаты (братства) дервишей, большинство из которых происходит от различных суфийских шейхов и наставников, особенно от Имама Али. В течение столетий различные тарикаты появлялись и исчезали. В разные периоды тарикаты существовали в Северной Африке, на Африканском Роге, в Турции, Анатолии, на Балканах, на Кавказе, в Средней Азию, в Иране, Пакистане, Индии, Афганистане и Таджикистане.
Среди тарикатов можно выделить бекташи, связанных с янычарами, и сануситов, приверженных ортодоксальным взглядам. Существуют также братства и подгруппы, которые поют суры Корана, играют на музыкальных инструментах или совершают кружение группами — всё это в соответствии с их традициями.
Практика медитации распространена среди тарикатов Южной Азии, многие из которых были преданы тарикату чиштия или находились под его влиянием. Каждый тарикат использует собственные методы посвящения, некоторые из которых могут быть довольно суровыми.
Форма суфийского дервишизма, практиковавшаяся в XVII веке, делала акцент на эзотерике, терпении и пацифизме.

## Другие исторические значения термина

### Махдисты
Некоторые западные историки довольно вольно использовали термин «дервиш», связывая его, среди прочего, с махдистской войной в Судане и другими конфликтами, в которых участвовали исламские военачальники. В таких случаях термин «дервиш» мог использоваться как обобщающее (и часто уничижительное) обозначение противостоящего исламского образования и всех членов его военных, политических и религиозных институтов, включая лиц, которые не подпадали бы под определение «дервиш» в строгом смысле этого слова.
Во время махдистской войны Мухаммад Ахмад аль-Махди постановил, что всех, кто присоединился к нему, следует называть ансарами, в честь первых последователей Мухаммада. Он запретил использовать термин «дервиш» для описания своих сторонников. Несмотря на это, британские солдаты и колониальные чиновники продолжали использовать термин «дервиш» по отношению к ансарам. Хотя некоторые британцы использовали его для очернения последователей Махди, он также встречался в отчётах британских солдат, где описывалась храбрость и бесстрашие дервишей, даже с ноткой восхищения. Таким образом, это слово стало тесно связано с ансарами и даже сегодня часто используется неточно по отношению к последователям Махди.
Иллюстрацией к этому служит гравюра «Поражение дервишей при Тоски», созданная в Великобритании в тот же период.

## В литературе
В турецкой литературе можно найти множество книг, посвящённых жизни и учению дервишей. Среди них такие произведения, как «Дервиш и смерть» Меши Селимовича и «Дервиш» Фрэнсис Казана, которые описывают жизнь дервиша. Подобные работы можно найти и среди других произведений, например, в «Мемуарах дервиша: суфии, мистики и шестидесятые» Роберта Эрвина.

## Взгляды на дервишей
Дервиши и их суфийские обряды признаются суннитами. Однако такие группы, как деобандийцы и салафиты, отрицают многие обряды дервишей, считая их не соответствующими исламу.

## Галерея
- Пакистанский дервиш в Тулумбе (май 2008).
- Манекены дервишей (Мавзолей Мевляны, Конья)
- Османский дервиш в Стамбуле, 1878
- Танцы дервишей, Афины
- Дервиши в праздничных нарядах. Ташкент
(Верещагин В. В., 1870)